# American Wind Energy Association

Logo

Die American Wind Energy Association (AWEA) ist ein in der US-Hauptstadt Washington, D.C. ansässiger US-Branchenverband aus dem Bereich Windenergie. Er wurde 1974 gegründet. Er repräsentiert Windprojekt-Entwickler, Windkraftanlagenhersteller, Dienstleister, Forschungsinstitute und andere Akteure dieser Branche.

## Lobbyarbeit
AWEA-Mitarbeiter machen Lobbyarbeit beim US-Kongress und werben für Gesetze, die Rahmenbedingungen für Investitionen in Windenergieprojekte verbessern.

## Jährliches Branchentreffen 'Windpower'
AWEA veranstaltet eine jährliche Konferenz und Ausstellung namens WINDPOWER; diese ist eine der größten derartigen Veranstaltungen weltweit.
Veranstaltungsorte der WINDPOWER Conference & Exhibition
| Jahr | Zeitraum        | Veranstaltungsport                  | Ort                |
| ---- | --------------- | ----------------------------------- | ------------------ |
| 2013 | 05.05. – 08.05. |                                     | Chicago (Illinois) |
| 2019 | 20.05. – 23.05. | George R. Brown Convention Center   | Houston (Texas)    |
| 2020 | 01.06. – 04.06. | Colorado Convention Center          | Denver (CO)        |
| 2021 | 07.06. – 10.06. | Indiana Convention Center           | Indianapolis (IN)  |
| 2022 | 16.05. – 19.05. | Henry B. Gonzalez Convention Center | San Antonio (TX)   |
| 2023 | 22.05. – 25.05. | Ernest N. Morial Convention Center  | New Orleans (LA)   |